# Jaroslav Ježek (designér)

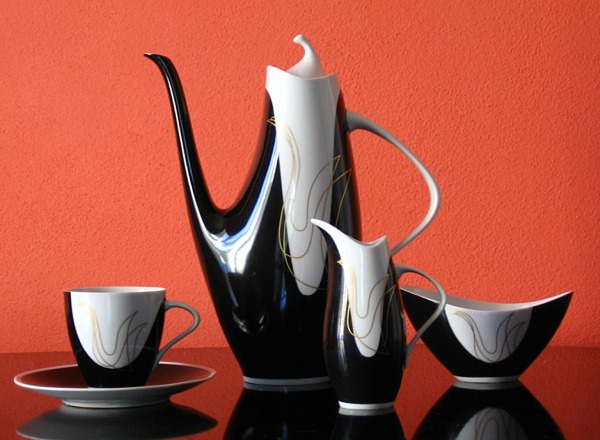
Moka servis Elka, návrh Jaroslav Ježek, 1957

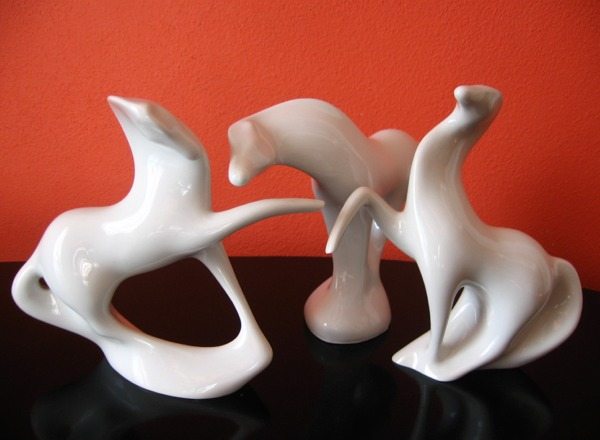
Figurální plastiky Klisnička a Hřebečci, návrh Jaroslav Ježek, 1958

Jaroslav Ježek (26. ledna 1923 Podlesí – 23. července 2002 Karlovy Vary) byl přední český průmyslový designér.

## Životopis
Jaroslav Ježek se narodil roku 1923 v Podlesí u Příbrami. V letech 1945–1949 studoval výtvarnou výchovu na Pedagogické fakultě Karlovy univerzity u profesorů Cyrila Boudy, Karla Lidického a Martina Salcmanna a začal se zajímat o keramiku. Studia nedokončil. Škola neměla keramický ateliér a nepodařilo se mu přestoupit na Vysokou školu uměleckoprůmyslovou k prof. Eckertovi. Na jeho radu nastoupil jako dělník do keramického provozu a učil se modelovat, formovat a navrhovat. V letech 1949–1955 působil v porcelánce Thun v Klášterci nad Ohří, kde byl jeho učitelem kadaňský výtvarník Karel Havlíček (1907–1988). Po zrušení klášterecké dílny v roce 1956 odešel do vývoje Karlovarského porcelánu.
Po polovině 50. let se postupně prosazoval jako přední český tvůrce figurálního a užitného porcelánu. Nejvýznamnější byly jeho práce pro podnik Karlovarský porcelán n. p. a jeho Vývojový závod v Lesově, který vedl až do odchodu do důchodu.
Je jedním ze zakladatelů tzv. bruselského stylu přelomu padesátých a šedesátých let. Za svůj život vytvořil 39 kompletních porcelánových souprav a více než stovku návrhů drobné plastiky. Čtyři samostatné výstavy mu uspořádala Galerie umění v Karlových Varech v letech 1968, 1979, 1983 a 1998.
Byl synovcem hudebního skladatele Jaroslava Ježka.

## Dílo
Nejznámější porcelánové plastiky:
- 1958 – Hřebečkové, Klisnička, Dvě volavky, Koza
- 1959 – Páv, Jitro
- 1963 – Velký býk
- 60. léta: Sedící kočka (3 varianty), Vyjící liška, Slon, Vodní svět

Nejznámější porcelánové servisy:
- 1956 – Oblázek (nerealizováno)
- 1957 – Elka
- 1958 – Asmanit (varný porcelán)
- 1959 – Ex, Tria, Manon, Orava
- 1963 – Rafaela
- 1966 – Romana
- 1964 – Nefertiti
- 60. - 70. léta - Sophia, Orion

## Ocenění
- 1958 – Velká cena na Světové výstavě EXPO 58 v Bruselu za porcelánové plastiky Klisnička a Hřebečkové
- 1958 – Zlatá medaile na Světové výstavě EXPO 58 v Bruselu za porcelánovou soupravu Elka
- 1962 – Zlatá medaile na Mezinárodní výstavě keramiky AIC v Praze za kolekci figurálních plastik
- 1962 – Zlatá medaile na Mezinárodní výstavě keramiky AIC v Praze za kolekci užitkového porcelánu
- 1963 – Státní vyznamenání za vynikající práci
- 1967 – Stříbrná medaile na Mezinárodní výstavě keramiky AIC v Istanbulu za porcelánovou soupravu Romana

## Sbírky
Jeho práce jsou ve sbírkách Uměleckoprůmyslového muzea v Praze, Moravské galerie v Brně a Muzea umění a designu v Benešově.